# Eurycyde antarctica
Eurycyde antarctica är en havsspindelart som beskrevs av Child, C.A. 1987. Eurycyde antarctica ingår i släktet Eurycyde och familjen Ammotheidae. Inga underarter finns listade i Catalogue of Life.